# 阿爾馬 (密歇根州)
阿爾馬（英語：Alma）是一個位於美國密歇根州格拉希厄特縣的城市。

## 人口
根據2020年美國人口普查的數據，阿爾馬的面積為15.67平方千米，當中陸地面積為15.26平方千米，而水域面積為0.41平方千米。當地共有人口9488人，而人口密度為每平方千米605人。